# Uncinia dawsonii
Uncinia dawsonii är en halvgräsart som beskrevs av Bruce Gordon Hamlin. Uncinia dawsonii ingår i släktet Uncinia och familjen halvgräs.
Artens utbredningsområde är Nya Kaledonien. Inga underarter finns listade i Catalogue of Life.